# Vittore Rosario Fernandes
Vittore Rosario Fernandes (Mangalore, 21 maggio 1881 – Mangalore, 4 gennaio 1955) è stato un vescovo cattolico indiano.

## Biografia
Fu ordinato prete nel 1910 e nel 1931 fu eletto vescovo di Mangalore; nel 1934 eresse le congregazioni dei Fratelli olivetani e delle Orsoline del Terz'ordine di San Francesco d'Assisi, di cui è considerato fondatore. Rimase alla guida della diocesi fino alla morte, nel 1955.

## Genealogia episcopale e successione apostolica
La genealogia episcopale è:
- Cardinale Scipione Rebiba
- Cardinale Giulio Antonio Santori
- Cardinale Girolamo Bernerio, O.P.
- Arcivescovo Galeazzo Sanvitale
- Cardinale Ludovico Ludovisi
- Cardinale Luigi Caetani
- Cardinale Ulderico Carpegna
- Cardinale Paluzzo Paluzzi Altieri degli Albertoni
- Papa Benedetto XIII
- Papa Benedetto XIV
- Papa Clemente XIII
- Cardinale Marcantonio Colonna
- Cardinale Giacinto Sigismondo Gerdil, B.
- Cardinale Giulio Maria della Somaglia
- Cardinale Carlo Odescalchi, S.I.
- Cardinale Costantino Patrizi Naro
- Cardinale Lucido Maria Parocchi
- Papa Pio X
- Papa Benedetto XV
- Cardinale Willem Marinus van Rossum, C.SS.R.
- Arcivescovo Leo Peter Kierkels, C.P.
- Vescovo Vittore Rosario Fernandes

La successione apostolica è:
- Vescovo Basil Salvador Theodore Peres (1952)